# Списък на меровингски крале
- 420-426 Фарамунд
- 426-448 Клодион
- 448-458 Меровех – основател
- 458-481 Хилдерих I
- 481-511 Хлодвиг I
- 511-558 Първо разделение
  - Реймско кралство
    - 511-534 Теодорих I
    - 534-548 Теодеберт I
    - 548-558 Теодебалд
    - 558 Към Соасонското кралство

  - Парижко кралство
    - 511-558 Хилдеберт I
    - 558 Към Соасонското кралство

  - Орлеанско кралство
    - 511-524 Хлодомер
    - 524 Към Соасонското кралство

  - Соасонско кралство
    - 511-558 Хлотар I
    - 558 Хлотар I обединява всички кралства на франките
- 558-561 Хлотар I
- 561-613 Второ разделение
  - Австразия
    - 561-575 Сигиберт I
    - 575-595 Хилдеберт II
    - 595-612 Теодеберт II
    - 612-613 Теодорих II
    - 613 Сигиберт II
    - 613 Към Неустрия

  - Бургундия
    - 561-592 Гунтрам
    - 592 Към Австразия

  - Неустрия
    - 561-567 Хариберт I
    - 561-584 Хилперих I
    - 584-613 Хлотар II
    - 613 Хлотар II обединява всички кралства на франките
- 613-629 Хлотар II
- 629-632 Хариберт II
- 632 Хилперих I
- 632-639 Дагоберт I
- 639-661 Трето разделение
  - Австразия
    - 639-656 Сигиберт III
    - 656-661 Дагоберт II
    - 661 Към Неустрия

  - Неустрия
    - 639-658 Хлодвиг II
    - 658-661 Хлотар III
    - 661 Хлотар III обединява всички кралства на франките
- 661-673 Хлотар III
- 673 Теодорих I
- 673-675 Хилдерих II
- 675-676 Хлодвиг II
- 676-679 Дагоберт II
- 679-691 Теодорих I
- 691-695 Хлодвиг III
- 695-711 Хилдеберт II
- 711-715 Дагоберт III
- 715-720 Хилперих II
- 720-737 Теодорих II
- 742-751 Хилдерих III